# Mramorovo pri Pajkovem
Mramorovo pri Pajkovem je naselje u slovenskoj Općini Bloki. Mramorovo pri Pajkovem se nalazi u pokrajini Notranjskoj i statističkoj regiji Notranjsko-kraškoj. 

## Stanovništvo
Prema popisu stanovništva iz 2002. godine naselje je imalo 17 stanovnika.